# Stazione di Erbanno-Angone
La stazione di Erbanno-Angone fu una fermata ferroviaria della linea Brescia-Iseo-Edolo a servizio dei centri abitati di Erbanno e di Angone, entrambe frazioni del comune di Darfo Boario Terme.

## Storia
L'impianto fu aperto al servizio pubblico il 30 dicembre 1907, assieme al prolungamento della ferrovia camuna da Pisogne a Breno. Nelle prime settimane fu servita da tre coppie di corse Pisogne-Breno; a partire dal 1º febbraio 1908, la relazione fu unificata con quella proveniente dalla stazione di Brescia.
Il 29 settembre 1996 su soppresso il servizio viaggiatori presso la fermata.

## Strutture e impianti
Il fabbricato viaggiatori è stato costruito in accordo allo stile delle fermate sulla linea ferroviaria della Società Nazionale Ferrovie e Tramvie (SNFT).
Il piazzale è composto dal solo binario di corsa e la banchina è lunga 60 m.